# Beilschmiedia clarkei
Beilschmiedia clarkei är en lagerväxtart som beskrevs av Joseph Dalton Hooker. Beilschmiedia clarkei ingår i släktet Beilschmiedia och familjen lagerväxter. Inga underarter finns listade i Catalogue of Life.